# Panoramabildschirm
Als Panoramabildschirm bezeichnet man einen Bildschirm, der nicht das übliche Seitenverhältnis von 4:3 hat, sondern ein Breitbildformat mit einer Auflösung wie beispielsweise 1280 mal 854 Pixel. Panoramabildschirme werden aus konstruktiven Gründen heute besonders häufig als Flachbildschirme mit Dünnschichttransistor-Technik gefertigt.
Panoramabildschirme in Notebooks wurden in größerem Umfang durch das PowerBook G4 Titanium von Apple populär und anschließend von vielen anderen Herstellern übernommen.
Panoramabildschirme sind besonders gut geeignet für Anwendungen mit vielen Paletten, verdanken ihre Popularität aber nicht zuletzt der breitformatigen Darstellung von DVD-Videos.